# Harmanus Everhardus Haak
Harmanus Everhardus Haak (Banjoewangi, 22 augustus 1897 – Rotterdam, 15 juli 1957) was een Nederlands politicus.
Hij werd op Java geboren als zoon van Albert Harmanus Haak (1872-1956; onderwijzer) en Maria Magdalena Joha (1872-1949). Zijn vader is directeur geweest van een mulo in Nederlands-Indië. Zelf is hij in de zomer van 1920 in Nederland geslaagd voor het eindexamen voor de 'Nederlandsch-Indische administratieve dienst'. Later dat jaar ging hij als administratief ambtenaar werken bij de Binnenlands Bestuur in Nederlands-Indië. In 1921 volgde zijn aanstelling als adspirant-controleur in Pasoeroean. Later is hij meerdere keren assistent-resident geweest. Tijdens de Tweede Wereldoorlog was hij geïnterneerd in Jappenkampen en na de bevrijding keerde hij terug naar Nederland. Hij was adjunct-secretaris bij het tribunaal in Den Haag en in 1948 werd hij benoemd tot burgemeester van Rockanje.
In 1920, kort voor vertrek naar Nederlands-Indië, trouwde Haak met Clasina Maria Agnes Endert (1897-1971) met wie hij een zoon en een dochter kreeg.
In 1957 werd hij na een val met zijn fiets opgenomen in het Rotterdamse Havenziekenhuis met een gebroken knieschijf. Twee weken later overleed hij daar op 59-jarige leeftijd.